# گریس هلبیگ
گریس هلبیگ (انگلیسی: Grace Helbig؛ زادهٔ ۲۷ سپتامبر ۱۹۸۵) کمدین، یوتیوبر و هنرپیشه اهل ایالات متحده آمریکا است. وی از سال ۲۰۰۶ میلادی تاکنون مشغول فعالیت بوده‌است.